# عبدالله غیابی
عبدالله غیابی (زاده ۱۳۲۶) فیلم‌نامه‌نویس و کارگردان اهل ایران است. دو فیلم سینمایی موسرخه و میراث از برجسته‌ترین آثار او هستند.

## زندگی و آثار
او کارگردانی حرفه‌ای را از سال ۱۳۵۲ و با فیلم سینمایی کیفر آغاز کرد.
| نام فیلم      | سمت                | سال ساخت |
| ------------- | ------------------ | -------- |
| کیفر          | نویسنده و کارگردان | ۱۳۵۲     |
| موسرخه        | کارگردان           | ۱۳۵۳     |
| سه نفر روی خط | نویسنده و کارگردان | ۱۳۵۴     |
| میراث         | نویسنده و کارگردان | ۱۳۵۵     |
| مکانیک        | کارگردان           | ۱۳۵۶     |

او علاوه بر نویسندگی و کارگردانی آثار یاد شده؛ دستیاری کارگردان در فیلم‌های بلوچ و رشید و نیز بازیگری در فیلم بلوچ و خوانندگی در فیلم میراث را در کارنامه هنری خویش دارد.
غیابی اولین کارگردان حرفه‌ای اهل لرستان به‌شمار می‌آید و در آثاری از خویش مانند میراث نیز جلوه‌های زیادی از فرهنگ بومی لرستان را به تصویر کشیده‌است.
وی کار سینمایی را با دستیاری کارگردان آغاز کرد. او در فیلمهای قیصر، رضا موتوری و داش آکل دستیار مسعود کیمیایی بود و در یکی از فیلمهای داریوش مهرجویی نیز دستیار او بوده‌است. نخستین فیلمش کیفر به رغم کوشش در تمایز با فیلم فارسی، از کیفیت خوبی برخوردار نبود. فیلم بعدی او، سه نفر روی خط تا چند سال اجازه نمایش نیافت و سومین فیلمش موسرخه، پیش از آن به نمایش درآمد. غیابی دارای صدای خوشی است و تعدادی از ترانه های محلی با صدای او پیش از انقلاب ضبط شد که پخش وسیعی نداشت. همچنین اجرای متفاوت و زیبایی از ترانه "شبانه" که قبلا توسط فرهاد اجرا شده بود از وی به یادگار مانده.